# Río Sarapiquí
Río Sarapiquí är ett vattendrag i Costa Rica.   Det ligger i provinsen Heredia, i den norra delen av landet, 90 km norr om huvudstaden San José.